# Дитячий пісенний конкурс Євробачення 2015
Дитячий конкурс пісні Євробачення 2015 — відбувся 21 листопада 2015 року в Софії, Болгарія. Це був перший конкурс Європейського союзу мовлення (EBU), що відбувся в цій країні. Болгарський національний телеканал БНТ був організатором цієї події. Переможницею конкурсу стала Дестіні Чукуньєре з Мальти з піснею «Not My Soul».

## Країни учасниці
Сімнадцять громадських телеканалів взяли участь у 13-му пісенному конкурсі «Євробачення» для дітей, в тому числі дебютував телеканал TG4 з Ірландії та SBS з Австралії. Телеканал RTSH з Албанії повернувся і MKRTV з Македонії, країни Хорватії, Кіпру та Швеції відмовилися від участі.
| Lp. | Країна             | Мова                      | Артист (гурт)                             | Назва пісні                | Місце | Бали |
| --- | ------------------ | ------------------------- | ----------------------------------------- | -------------------------- | ----- | ---- |
| 01  | Сербія             | сербська                  | Лена Стаменкович                          | «Lenina pesma»             | 7     | 79   |
| 02  | Грузія             | грузинська                | Virus                                     | «Gabede»                   | 10    | 51   |
| 03  | Словенія           | словенська                | Ліна Кудузович                            | «Prva ljubezen»            | 3     | 112  |
| 04  | Італія             | італійська                | Кіара і Мартіна Скарпари                  | «Viva»                     | 16    | 27   |
| 05  | Нідерланди         | нідерландська, англійська | Шаліса                                    | «Million Lights»           | 15    | 35   |
| 06  | Австралія          | англійська                | Белла Пейдж                               | «My Girls»                 | 8     | 64   |
| 07  | Ірландія           | ірландська                | Aimee Banks                               | «Realta na Mara»           | 12    | 36   |
| 08  | Росія              | російська, англійська     | Михайло Смирнов                           | «Мечта (Dream)»            | 6     | 80   |
| 09  | Північна Македонія | македонська               | Івана Петковська та Магдалена Алексівська | «Pletenka — Braid of Love» | 17    | 26   |
| 10  | Білорусь           | російська, англійська     | Руслан Асланов                            | «Волшебство (Magic)»       | 4     | 105  |
| 11  | Вірменія           | вірменська, англійська    | Міка                                      | «Love»                     | 2     | 176  |
| 12  | Україна            | українська, англійська    | Анна Трінчер                              | «Почни з себе»             | 11    | 38   |
| 13  | Болгарія           | болгарська                | Габріелла Джордан                         | «Colour of Hope»           | 9     | 62   |
| 14  | Сан-Марино         | італійська, англійська    | Камілла Ізмайлова                         | «Mirror»                   | 14    | 36   |
| 15  | Мальта             | англійська                | Дестіні Чукуньєре                         | «Not My Soul»              | 1     | 185  |
| 16  | Албанія            | албанська                 | Мішела Рапо                               | «Dambaje»                  | 5     | 93   |
| 17  | Чорногорія         | чорногорська              | Яна Миркович                              | «Oluja»                    | 13    | 36   |